# John Havlicek
John Joseph Havlicek (ur. 8 kwietnia 1940 w Martins Ferry, zm. 25 kwietnia 2019 w Jupiter) – amerykański koszykarz, skrzydłowy. Ośmiokrotny mistrz NBA. Członek Koszykarskiej Galerii Sław im. Jamesa Naismitha.
Jego ojciec był Czechem, a matka - Chorwatką.
Mierzący 197 cm wzrostu koszykarz studiował na Ohio State University, gdzie występował w drużynie uczelnianej Ohio State Buckeyes (obok niego grał Jerry Lucas). Do NBA został wybrany z 9. numerem w drafcie 1962 przez Boston Celtics. W tym samym roku został również wybrany w drafcie do NFL, przez Cleveland Browns. Po rozegraniu obozu szkoleniowego (wide receiver) zdecydował się ostatecznie na grę w Celtics.  
W tym klubie spędził całą karierę (1962–1978). Był ważną częścią mistrzowskiego zespołu Celtów, mimo iż z reguły pełnił rolę pierwszego rezerwowego. Niekwestionowanym liderem zespołu stał się w latach 70. Wtedy też do sześciu tytułów zdobytych jeszcze z Billem Russellem (1963–1966, 1968–1969) dołożył dwa kolejne (1974, 1976). W 1974 został MVP finałów.
Trzynaście razy brał udział w meczu gwiazd NBA. W 1996 znalazł się wśród 50 najlepszych graczy występujących kiedykolwiek w NBA.
Jest jednym z ponad 40 zawodników w historii, którzy zdobyli zarówno mistrzostwo NCAA, jak i NBA w trakcie swojej kariery sportowej.

## Osiągnięcia

### NCAA
- Mistrz:
  - NCAA (1960)[5]
  - sezonu regularnego konferencji (1960–1962)
- Wicemistrz NCAA (1961, 1962)
- Zaliczony do:
  - I składu turnieju NCAA (1962)[6]
  - II składu All-American (1962)[7]
  - Akademickiej Galerii Sław Koszykówki (2006)[8]
- Zespół Ohio State Buckeyes zastrzegł należący do niego numer 5

### NBA
- 8-krotny mistrz NBA (1963–1966, 1968–1969, 1974, 1976)[9]
- MVP finałów NBA (1974)[9]
- Uczestnik meczu gwiazd:
  - NBA (1966–1978)[3]
  - NBA vs ABA (1971-1972)[10][11]
  - Legend NBA (1984–1986, 1988)[12]
- Wybrany do:
  - I składu:
    - NBA (1971–1974)[13]
    - defensywnego NBA (1972–76)[14]
    - debiutantów NBA (1963)[15]

  - II składu:
    - NBA (1964, 1966, 1968–1970, 1975–1976)
    - defensywnego NBA (1969–1971)

  - grona najlepszych zawodników w historii NBA przy okazji obchodów rocznicowych:
    - 35-lecia istnienia - NBA 35th Anniversary Team[16]
    - 50-lecia istnienia - NBA’s 50th Anniversary All-Time Team[17]
    - 75-lecia istnienia - NBA 75th Anniversary Team (2021)[18]

  - Koszykarskiej Galerii Sław (Naismith Memorial Basketball Hall Of Fame - 1984)[19]
- Klub Celtics zastrzegł należący do niego w numer 17[20]
- Lider:
  - play-off NBA w liczbie celnych rzutów wolnych (1974)[21]
  - wszech czasów klubu Celtics w liczbie zdobytych punktów (26395)[22]